# Ranunculus alpigenus
Ranunculus alpigenus är en ranunkelväxtart som beskrevs av Vladimir Leontjevitj Komarov. Ranunculus alpigenus ingår i släktet ranunkler, och familjen ranunkelväxter. Inga underarter finns listade i Catalogue of Life.